# Nordisk kombination vid European Youth Winter Olympic Festival 2009
Nordisk kombination var en av nio sporter vid European Youth Winter Olympic Festival 2009. Detta var den andra gången då nordisk kombination var en del av EYOF, endast i Bled, Slovenien, 2003 hade sporten varit med tidigare. Tävlingarna avgjordes i anläggningarna Skalite jumping hill och Kubalonka Cross-country and biathlon stadium i Szczyrk, Polen. De tävlande var pojkar födda 1992 och 1993 alltså i åldrarna 16-17 år.

## Tävlingsschema
Tävlingarna hölls under tre tävlingsdagar med en dags mellanrum.
| Februari  | 15 | 16 | 17 | 18 | 19 | 20 |
| --------- | -- | -- | -- | -- | -- | -- |
| Tävlingar |    | 1¹ |    | 1² |    | 1³ |

¹Gundersen

²Sprint

³Lagtävling

## Resultat
| Gren       | Guld                                           | Silver                                             | Brons                                         |
| Sprint     | Manuelem Faißt                                 | Paweł Słowiok                                      | Tobias Simon                                  |
| Gundersen  | Paweł Słowiok                                  | Mario Seidl                                        | Adam Cieślar                                  |
| Lagtävling | Tyskland Simon Tobias Schall Otto Faißt Manuel | Polen Cieslar Adam Gasienica Andrzej Słowiok Pawel | Slovenien Pivk Leon Turjak Alen Sinkovec Nace |

## Medaljfördelning
| Pl. | Nation    | Guld | Silver | Brons | Totalt |
| --- | --------- | ---- | ------ | ----- | ------ |
| 1   | Tyskland  | 2    | 0      | 1     | 3      |
| 2   | Polen     | 1    | 2      | 1     | 4      |
| 3   | Österrike | 0    | 1      | 0     | 1      |
| 4   | Slovenien | 0    | 0      | 1     | 1      |